# خنزير الغابات العملاق
خنزير الغابات العملاق (الاسم العلمي: Hylochoerus meinertzhageni) حيوان بري من رتبة مزدوجات الأصابع وهو العضو الوحيد بجنسه. يعتبر أضخم أجناس الخنازير وإن كان من الوارد أن تنمو أفراد من الخنازير البرية إلى أحجام تشابه الحجم الطبيعي لخنزير الغابات العملاق.